# جریان جزیره بافین

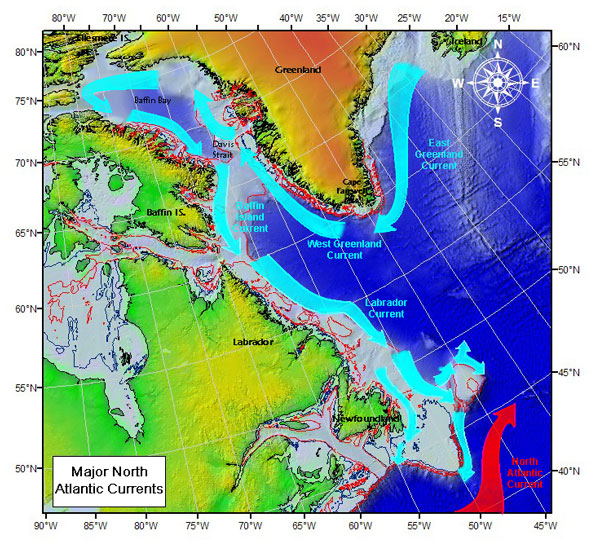
جریان‌های اقیانوسی مهم اقیانوس اطلس شمالی از جمله جریان جزیره بافین در نقشه با فلش مشخص شده است.

جریان جزیرهٔ بافین (به انگلیسی: Baffin Island Current) که جریان بافین (به انگلیسی: Baffin Current) نیز نامیده می‌شود جریانی اقیانوسی در اقیانوس منجمد شمالی است که از غرب خلیج بافین و در امتداد کرانه‌های شرقی جزیره بافین در کانادا به سمت جنوب در حرکت است.  این جریان که با سرعت ۱۷ کیلومتر در روز حرکت می‌کند خود از ترکیب جریان گرینلند غربی و آب‌های سرد اقیانوس منجمد شمالی که از کانال‌های مجمع‌الجزایر شمالگان کانادا به سمت درون و بیرون در جریانند به‌وجود آمده است. در عین حال بخشی از جریان گرینلند غربی با عبور از تنگه دیویس به جریان بافین می‌پیوندد و این‌دو با یکدیگر تشکیل الگوی گردشی‌ای چرخندی را می‌دهند. همچنین جریان جزیرهٔ بافین سردتر و تازه‌تر از جریان گرینلند غربی است.